# Villa Mondragone

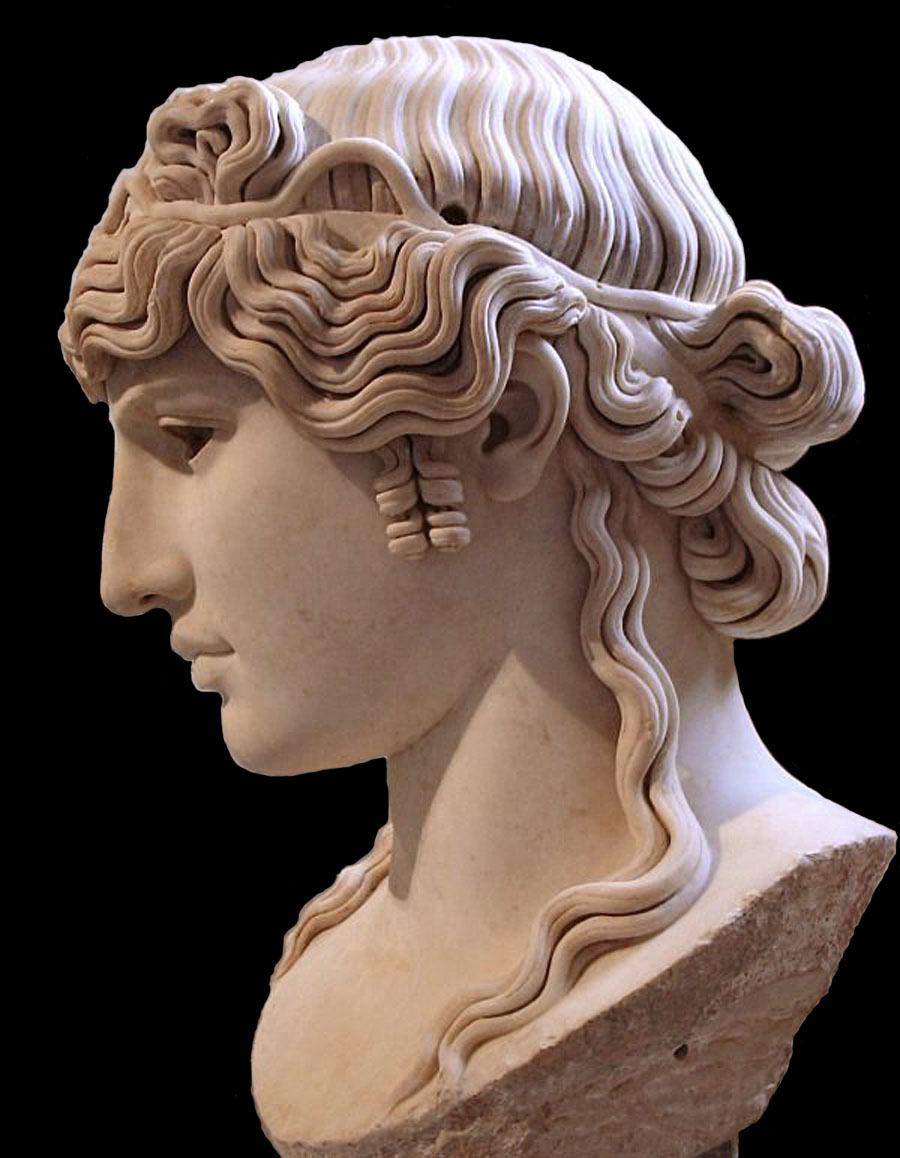
Antinoo Mondragone

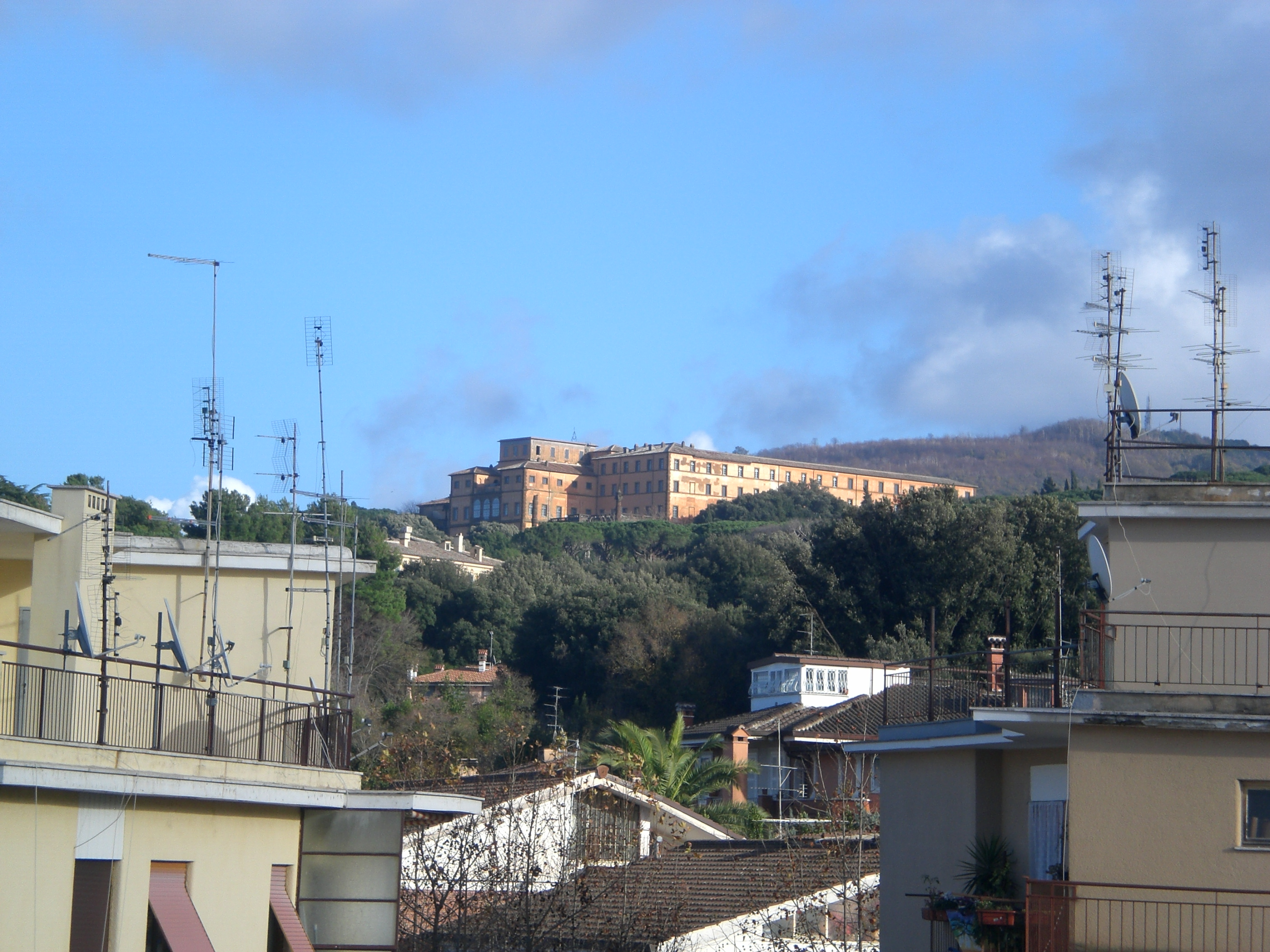
Villa Mondragone vista da un terrazzo di Frascati

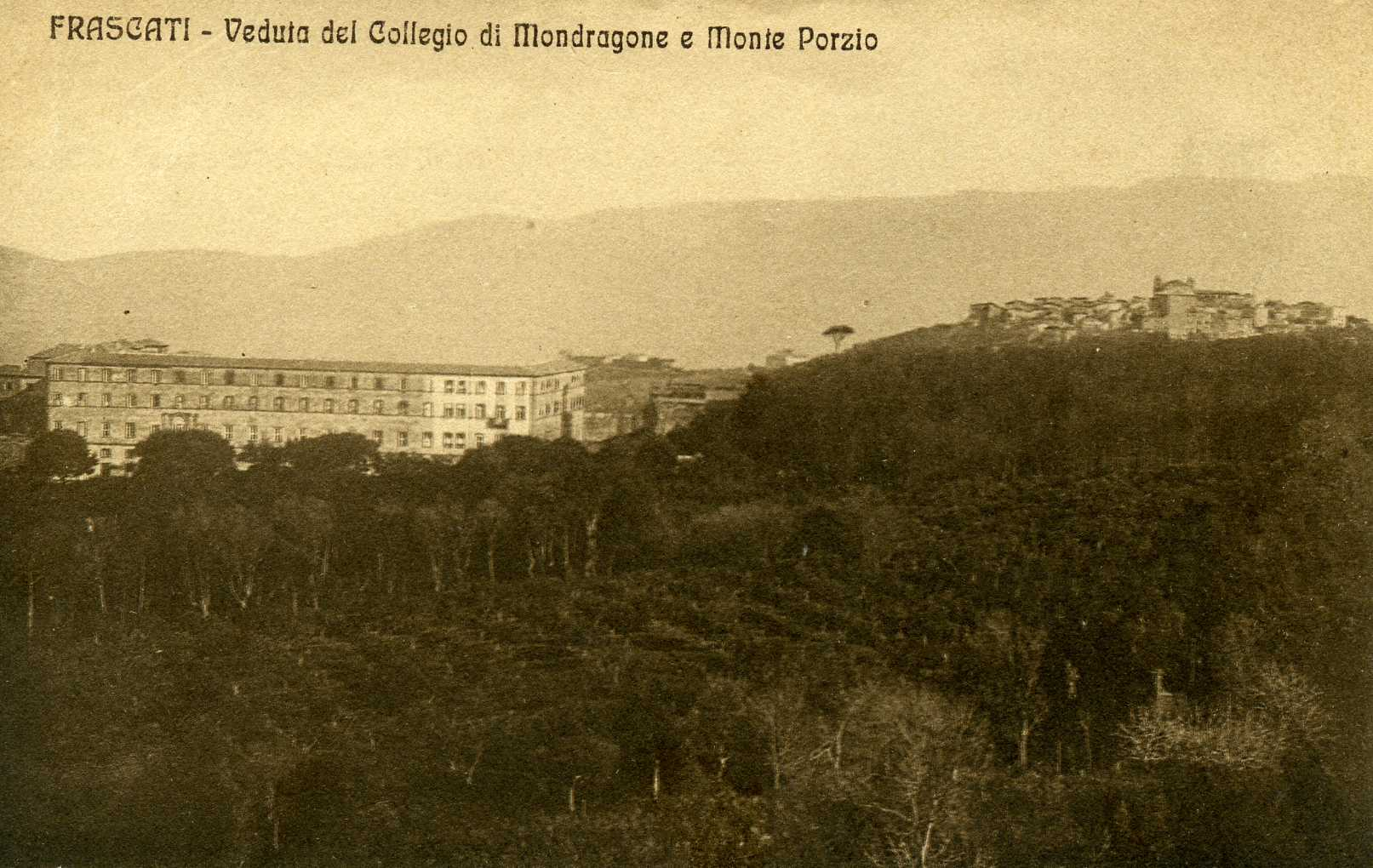
Villa Mondragone e Monte Porzio all'inizio del '900

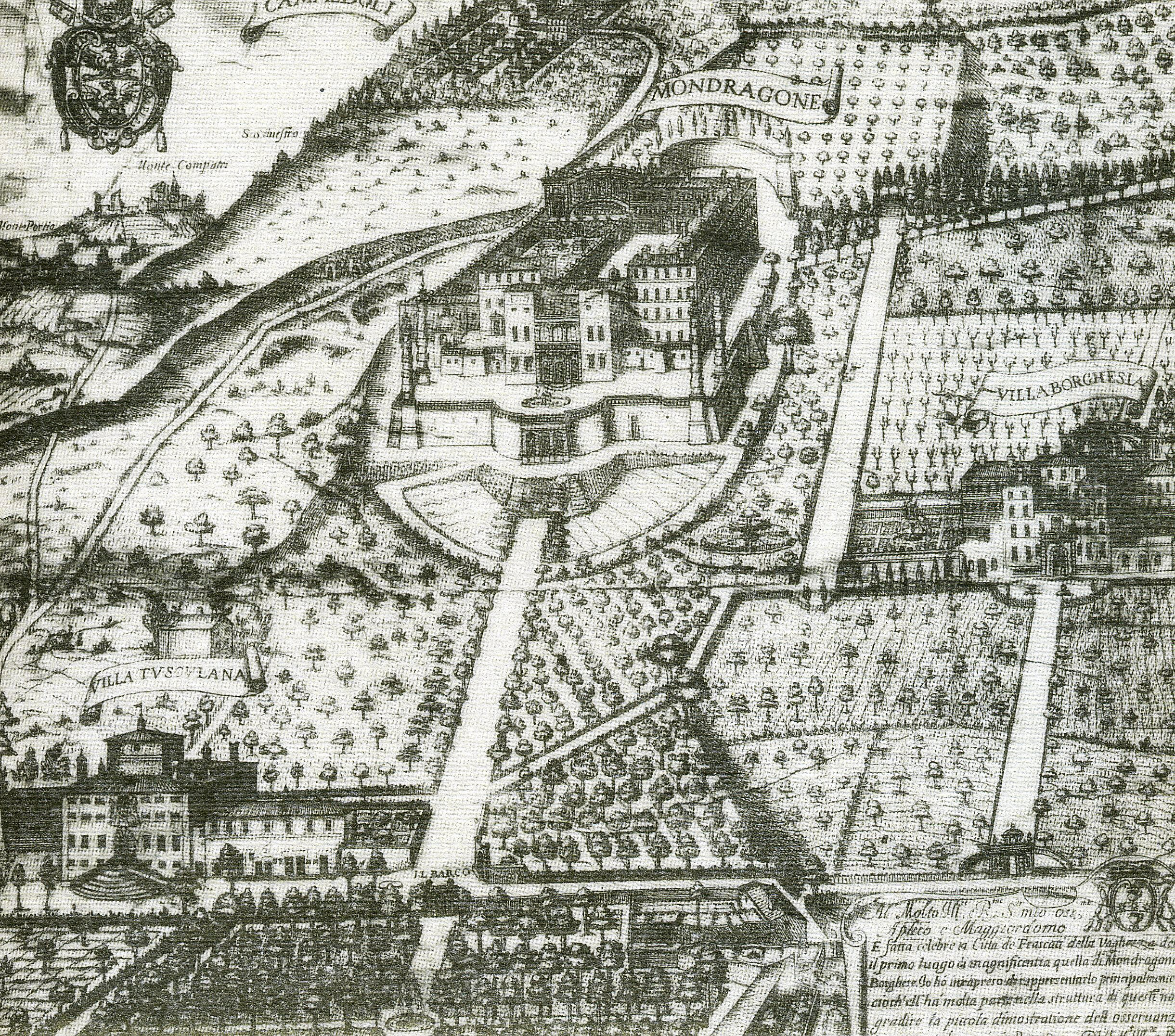
Villa Mondragone in una stampa di Matteo Greuter del 1620

Villa Mondragone è una delle dodici Ville Tuscolane.
Attualmente nel territorio del comune di Monte Porzio Catone, è posta su di una collina a 416 m sul mare, a circa 20 km a sud-est di Roma, vicino all'antica città di Tusculum.
L'edificio, acquistato nel 1981 dall'Università degli studi di Roma "Tor Vergata", è divenuto un centro congressi.

## Storia
I lavori di costruzione che comprendono l'ampliamento della preesistente Villa Vecchia prendono il via nel 1567 per volere del cardinale Marco Sittico Altemps, che commissionò il progetto a Martino Longhi il vecchio, su delle strutture di un'antica villa romana appartenuta ai consoli Quintili. Successivamente Martino Longhi viene affiancato da Jacopo Barozzi da Vignola che si occuperà per intero della restaurazione fino al suo compimento. I lavori termineranno nel 1573, e subito dopo si insedierà il cardinale Ugo Boncompagni che, divenuto papa Gregorio XIII, usò  regolarmente la villa come residenza. Qui nel 1582 promulgò la bolla papale Inter gravissimas, che diede avvio alla riforma del calendario oggi in uso. Dal frequente utilizzo come elemento decorativo dello stemma araldico della famiglia Boncompagni, raffigurante un drago, la villa prese il nome di Mondragone.
Villa Mondragone ebbe il suo massimo splendore durante l'epoca della famiglia Borghese, con il cardinale Scipione Borghese e il papa Paolo V.
Furono ospiti di questa villa papi come Clemente VIII e Paolo V.
Dal 1626 papa Urbano VIII decise di lasciare Villa Mondragone in favore della residenza papale di Castel Gandolfo. Nel 1858 la scrittrice George Sand fu ospite della villa, trovandovi una speciale ambientazione che riportò nel suo romanzo La Daniella. Nel 1865 la villa venne donata ai Gesuiti dal principe Marcantonio V Borghese, divenendo la sede estera del collegio Ghislieri e in seguito vi si inaugurò il Collegio di Mondragone, un convitto frequentato, per la maggior parte, dai figli delle classi sociali più elevate (il collegio è menzionato nel romanzo L'età breve di Corrado Alvaro, che lo frequentò, prima di venirne espulso, in anni in cui il Rettore era il grecista Lorenzo Rocci).
Nel 1912 W.M. Voynich acquistò qui dai Gesuiti il famoso Manoscritto Voynich. Durante la seconda guerra mondiale il collegio fu trasformato in rifugio per sfollati e nel 1953 il Collegio dei Gesuiti fu chiuso.
Nel 1981 la villa fu venduta dai Gesuiti alla Università degli studi di Roma "Tor Vergata" che l'ha adibita a biblioteca universitaria e centro congressi.